# U-Bahnhof Martinstraße
Der U-Bahnhof Martinstraße ist eine unterirdische Stadtbahnstation der Stadtbahn Essen im Essener Stadtteil Rüttenscheid. Sie ist eine Station der Südstrecke, die sowohl von der normalspurigen Stadtbahn Essen als auch der meterspurigen Straßenbahn Essen in Tunnellage befahren wird. In ihr teilt sich die Südstrecke in zwei Äste. Darüber hinaus ist sie ein Knotenpunkt im ÖPNV.

## Lage und Aufbau
Der U-Bahnhof befindet sich unter der Kreuzung Rüttenscheider Straße Ecke Martinstraße. Er verfügt über zwei Gleise mit Seitenbahnsteigen. Sie können über Treppen, Rolltreppen sowie barrierefrei mit einer Aufzugsanlage durch insgesamt vier Eingänge erreicht werden. Da die Gleise sowohl von normalspurigen Stadtbahn-Fahrzeugen als auch von meterspurigen Straßenbahnen befahren werden, handelt es sich bei den Gleisen um Dreischienengleise. Die Bahnsteige sind zu 1/3 abgesenkt, damit dort Niederflurstraßenbahnen halten können. Die Niederflurbahnsteige sind durch Rampen und Treppen mit den Hochflurbahnsteigen verbunden.

## Geschichte
Der U-Bahnhof wurde am 1. Juni 1986 im Zuge der Verlängerung der Südstrecke von Philharmonie/Saalbau nach Messe/Bredeney eröffnet. Zuvor verkehrten hier oberirdisch die Straßenbahnlinien 101, 107 und 111, wobei die 101 und die 107 nach Bredeney und die 111 zur Messe verkehrten und sich hier verzweigten. In der Gegenrichtung verkehrten alle direkt zum Hauptbahnhof. In den 1980er Jahren wurde die unterirdische Südstrecke parallel zur B 224 zwischen Philharmonie/Saalbau und Messe/Bredeney für die Stadtbahnlinien U11, sowie die Straßenbahnlinie 101 und 107 gebaut, die sich hier am U-Bahnhof Martinstraße in die Äste zur Messe und nach Bredeney verzweigt. Dabei verkehrt die Stadtbahnlinie U11 zur Messe und die Straßenbahnen nach Bredeney. Mit der Tunnelinbetriebnahme wurde die U11 zur Messe verlängert und im Gegenzug die Straßenbahnlinie 111 eingestellt. Am 7. August 2023 wurden auf der Südstrecke erstmals Niederflurfahrzeuge eingesetzt, um dies zu ermöglichen wurden Monate vorher die Seitenbahnsteige jeweils auf 1/3 abgesenkt. Im selben Zuge wurde auch im Bereich der Hochbahnsteige die Gleise um wenige Zentimeter abgeschottert, damit ein stufenloser Zugang in die Stadtbahnfahrzeuge möglich ist.

## Bedienung
Der Stadtbahnhof wird heute von der Linie U11 der Stadtbahn Essen und der Straßenbahnlinie 108 bedient. In der Hauptverkehrszeit verkehren auch Verstärkerfahrten der Straßenbahnlinie 107 im U-Bahnhof. Alle Linien werden von der Ruhrbahn betrieben.
| Linie | Verlauf | Takt (Mo–Fr)         |
| ----- | --- | -------------------- |
| U 11  | GE-Horst, Buerer Straße – Schloss Horst – GE-Horst, Fischerstraße – E-Karnap, Alte Landstraße – Boyer Straße – E-Karnap, Arenbergstraße – E-Altenessen, Heßlerstraße – II. Schichtstraße – U Karlsplatz – U Altenessen Mitte – U Kaiser-Wilhelm-Park – U Altenessen Bf – U Bäuminghausstraße – U Bamlerstraße – U Universität Essen – U Berliner Platz – U Hirschlandplatz – U Essen Hbf – U Philharmonie – U Rüttenscheider Stern – U Martinstraße – U Messe Ost/Gruga – Essen, Messe West/Süd/Gruga | 10 min               |
| 107   | Kulturlinie 107: Abzw. Katernberg – Zollverein – Stoppenberg – U Viehofer Platz – U Rathaus Essen – U Essen Hbf – U Philharmonie – U Rüttenscheider Stern – Rüttenscheid U Martinstraße – U Florastraße – Bredeney | 10 min (nur zur HVZ) |
| 108   | Altenessen Bf – Höltestraße – Seumannstraße – Katzenbruchstraße – Am Freistein – U Viehofer Platz – U Rathaus Essen – U Essen Hbf – U Philharmonie – U Rüttenscheider Stern – Rüttenscheid U Martinstraße – U Florastraße – Alfredusbad – Kruppallee – Frankenstraße – Bredeney | 10 min               |

An der gleichnamigen oberirdischen Haltestelle besteht Anschluss zu mehreren Buslinien der Ruhrbahn:
| Linie | Verlauf | Takt (Mo–Fr)        |
| ----- | --- | ------------------- |
| 142   | Annental, Betriebshof Ruhrallee – Rellinghausen – Stadtwaldplatz – Rüttenscheid Martinstraße – Alfredbrücke – Messe Essen/Gruga – Messe West/Süd/Gruga – Bredeney Friedhof – Schuir Abzweig Flughafen – Schwimmbad Kettwig – Kettwiger Markt – Kettwig | 20 min 10 min (HVZ) |
| 160   | Borbeck Bf – Altendorf Schölerpad – Nöggerathstr. – Frohnhausen, Gervinusstr. – Holsterhausen – Rüttenscheid Martinstraße – Bergerhausen Huttropstr. – Huttrop Schwanenbuschstr. – Frillendorf – Stoppenberg Ernestinenstr.                            | 20 min              |
| 161   | Altendorf Schölerpad – Frohnhausen – Frohnhausen – Holsterhausen – Rüttenscheid Martinstraße – Bergerhausen Huttropstr. – Huttrop Schwanenbuschstr. – Frillendorf – Stoppenberg Ernestinenstr.                                                         | 20 min              |
| NE8   | Essen Hbf – Philharmonie – Rüttenscheider Stern – Rüttenscheid Martinstraße – Florastraße – Bredeney – Werden – Werdener Markt – Essen-Heidhausen – Velbert-Losenburg Klinikum Niederberg – Birth – Am Berg – Velbert ZOB                              | 60 min              |
| NE13  | Essen Hbf – Philharmonie – Rüttenscheider Stern – Rüttenscheid Martinstraße – Alfredbrücke – Messe Essen/Gruga – Messe West/Süd/Gruga – Sommerburgstr. – Schuir – Schwimmbad Kettwig – Gewerbegebiet Kettwig – (Kettwiger Markt →) Kettwig             | 60 min              |
| NE14  | Bergeborbeck Bf – Altendorf, Helenenstraße – Bockmühle – Frohnhauser Platz – Alfred-Krupp-Schule – Holsterhauser Platz – Rüttenscheid, Martinstraße – Huttropstraße – Steele – Kray Süd Bf – Kray Mitte – Kray Nord Bf                                 | 60 min              |

## Planungen
Seitens der Stadt Essen gibt es diverse Überlegungen die Südstrecke mit einem einheitlichen System zu befahren. Aus Kostengründen sind diese Pläne auf Eis gelegt.

## Weiterführende Informationen